# Chaubardia heteroclita
Chaubardia heteroclita là một loài thực vật có hoa trong họ Lan. Loài này được (Poepp. & Endl.) Dodson & D.E.Benn. mô tả khoa học đầu tiên năm 1989.

## Hình ảnh

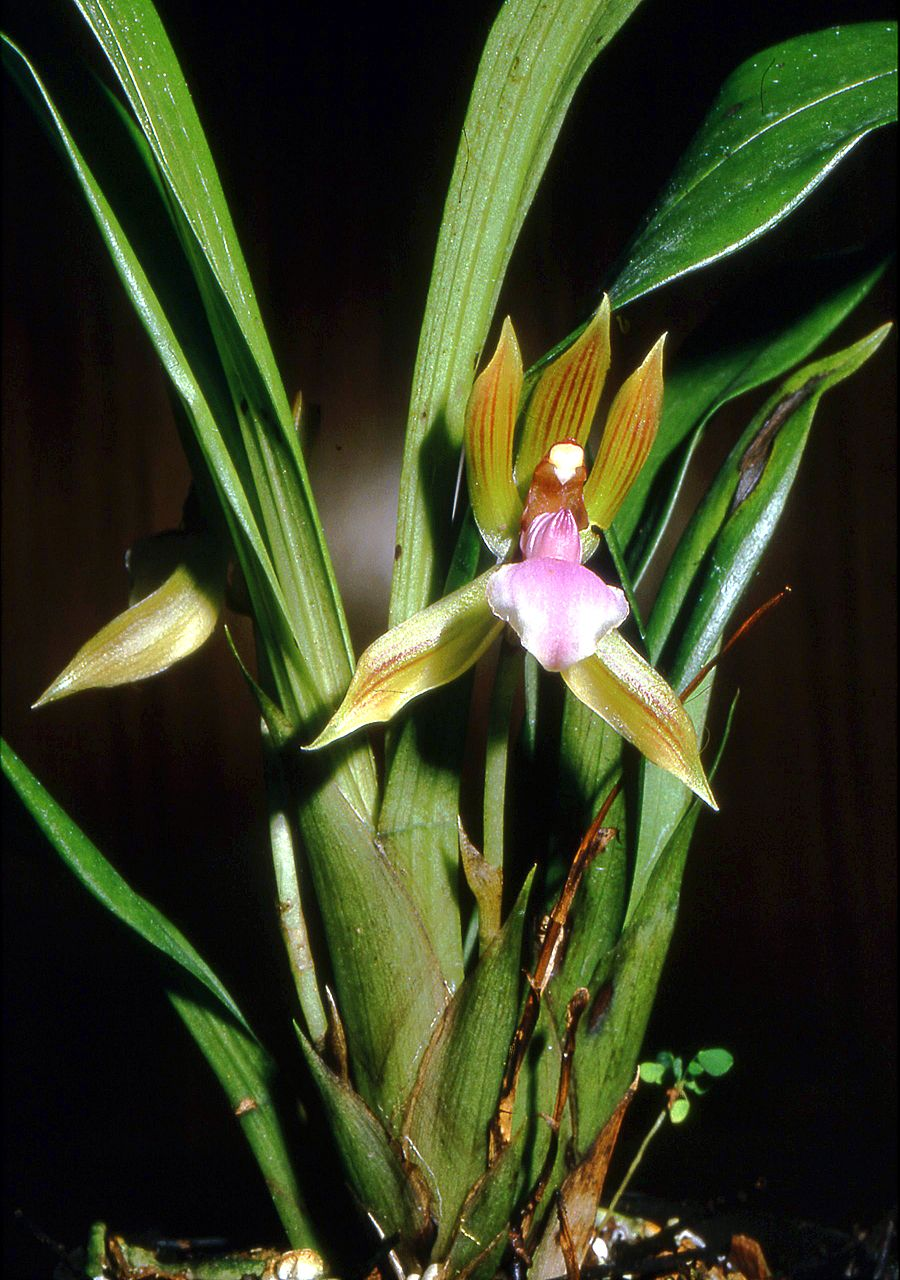
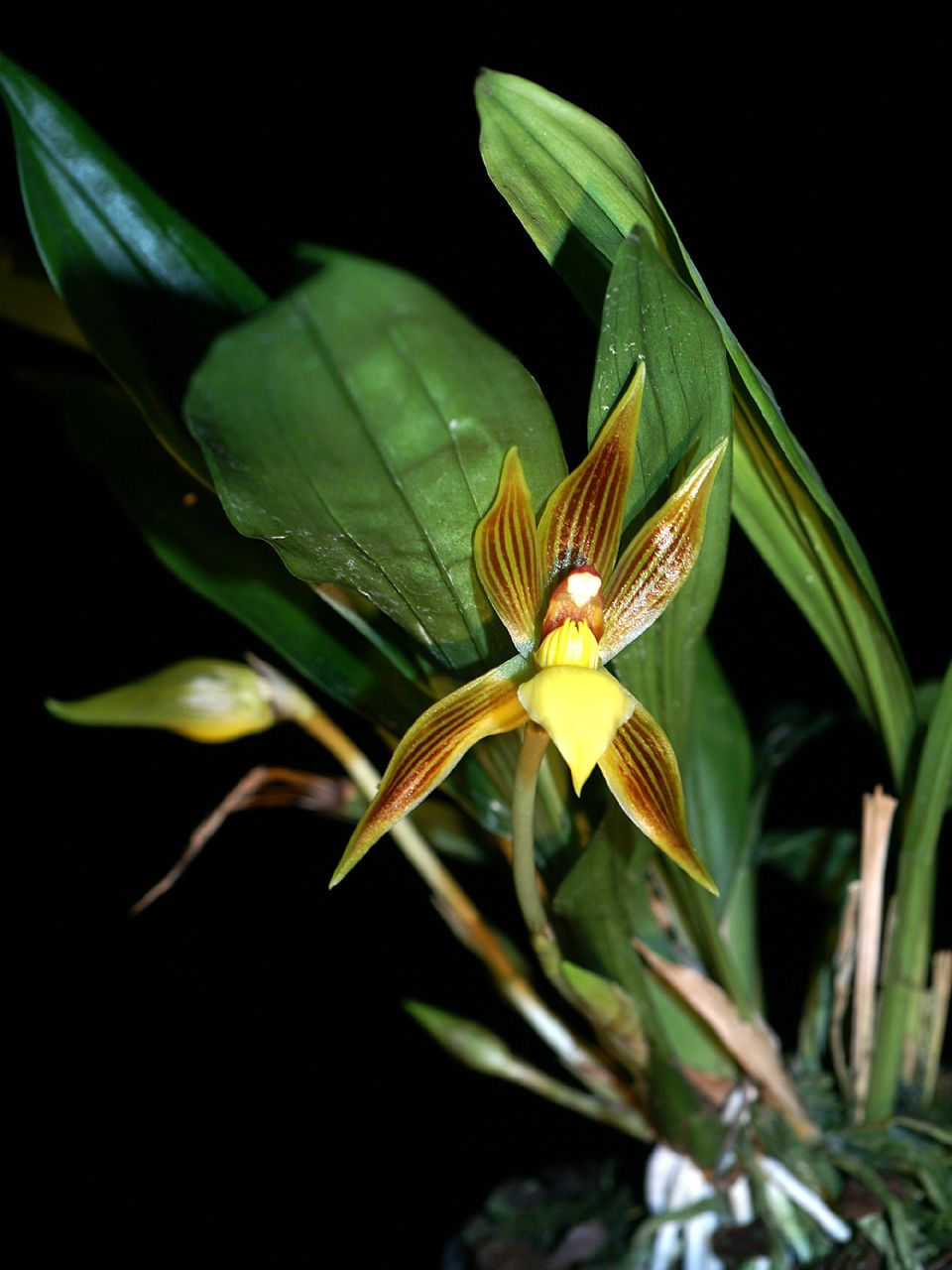
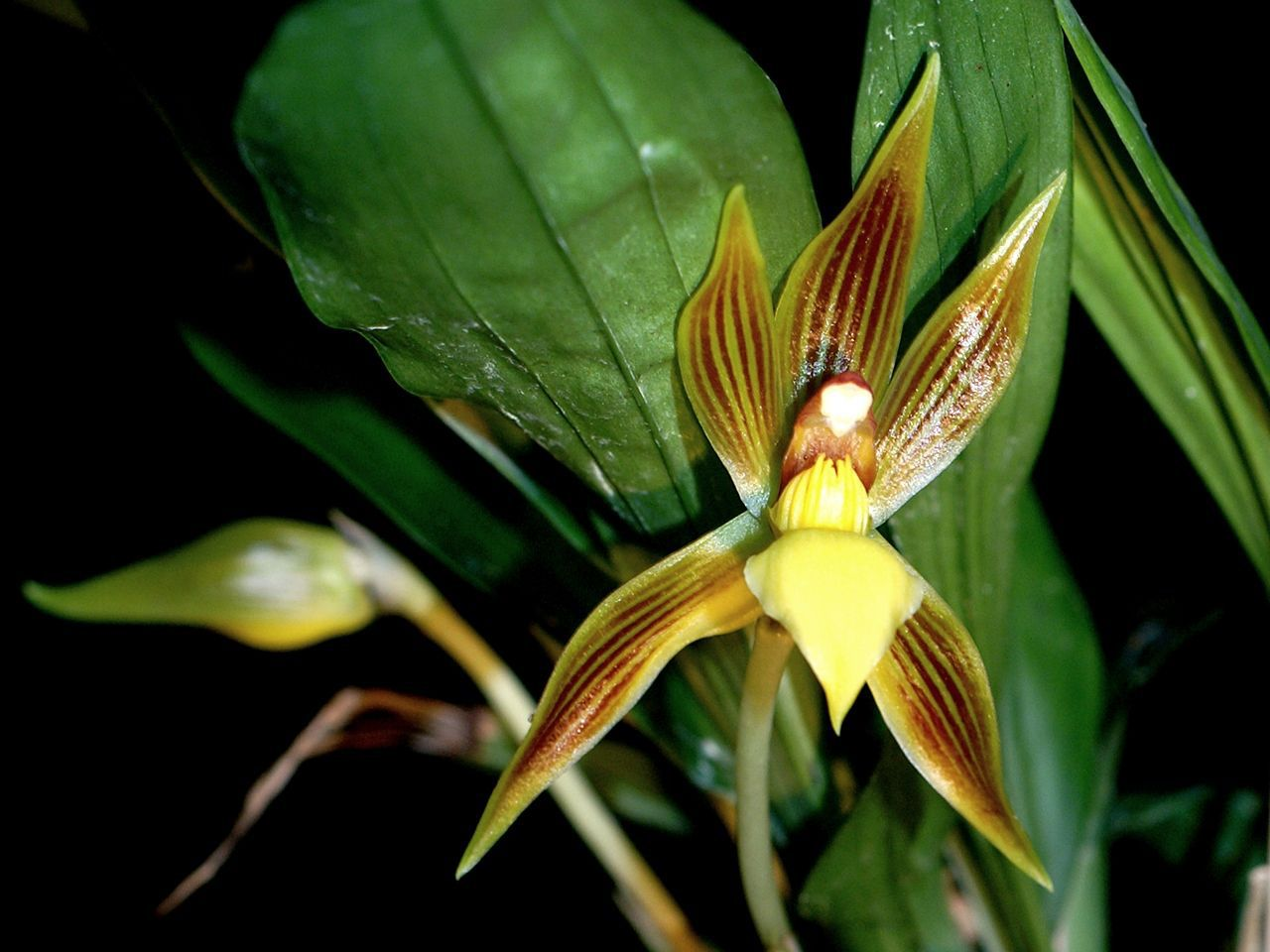
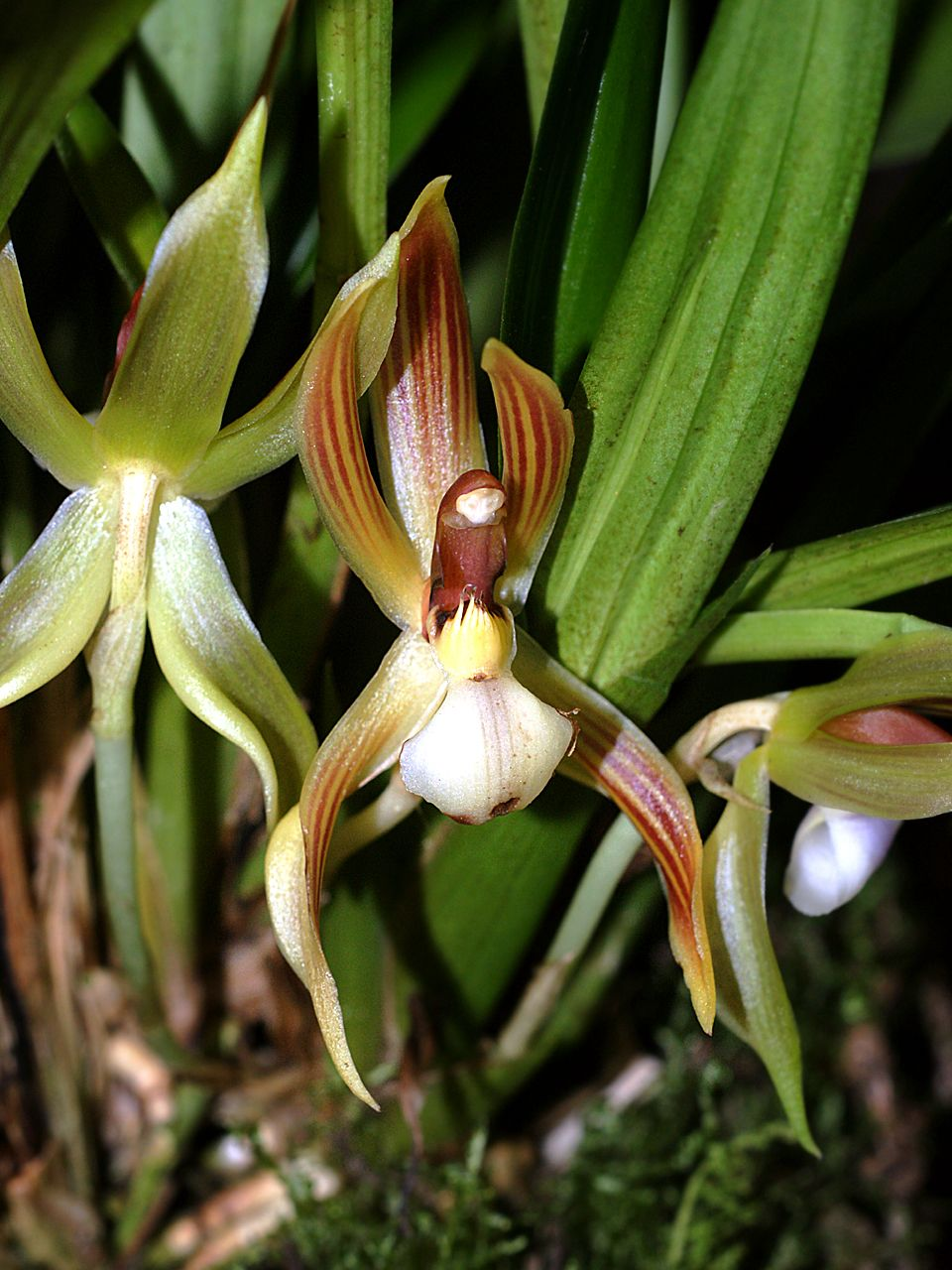